# Бодрашёв, Анатолий Сергеевич
Анатолий Сергеевич Бодрашёв (род. 1931) — советский военно-промышленный деятель, полковник ВВС (1978), руководитель Военно-сборочной бригады и ведущий конструктор ВНИИТФ. Лауреат Государственной премии СССР (1977).

## Биография
Родился 5 января 1931 года в деревне Клюково Клинского района Московской области в рабочей семье. В 1950 году  окончил Московский техникум кислородного машиностроения, в 1955 году — Рижского высшего военного авиационного инженерного училища. 
С 1956 года переведён в резерв кадров офицеров ВВС с прикомандированием к МСМ СССР. С 1958 года направлен в закрытый город Челябинск-70 во Всероссийский научно-исследовательский институт технической физики — инженер Отдела подготовка бортовой автоматики ядерных боеприпасов и старший инженер Группы автоматики подрыва, участник воздушных ядерных испытаний на Новой Земле. В 1959—1960 годах А. С. Бодрашёв был участником в этапных заводских и государственных лётных испытаниях боевой части ракеты Р-13  в ГЦП-1 под руководством Г. П. Ломинского. В 1961 году А. С. Бодрашёв был руководителем испытательной бригады наземного натурного испытания ядерного заряда на Семипалатинском испытательном полигоне. 
В 1962 году был назначен помощником ведущего конструктора по тематике вооружений для ВМФ и принимал участие в пуске двух крылатых ракет В. Н. Чаломея с надводного положения подводной лодки. С 1972 года назначен главным инженером Военно-сборочной бригады и одновременно с 1974 года — заместителем начальника Отделения по научно-исследовательским и опытно-конструкторским работам. С 1978 по 1992 годы — руководитель Военно-сборочной бригады   ВНИИТФ, так же с 1974 по 1997 годы был членом научно-технического совета института.
С 1992 года в отставке, но продолжая работать в институте: с 1992 по 1997 годы — ведущий конструктор ВНИИТФ.

## Награды

### Ордена
- Орден Октябрьской революции (1975)

### Премии
- Государственная премия СССР (1977)